# Gobierno Torres
El Gobierno Torres fue la composición del gobierno de las Islas Canarias desde el 18 de julio de 2019 hasta el 14 de julio de 2023 durante la X legislatura del Parlamento de Canarias. Estuvo presidido por Ángel Víctor Torres.

## Historia
Después de que PSOE quedase como primera fuerza en el Parlamento de Canarias tras las elecciones del 26 de mayo de 2023, Ángel Víctor Torres fue investido como Presidente del Gobierno de Canarias sucediendo a Fernando Clavijo y gracias a los votos del Nueva Canarias, Podemos y Agrupación Socialista Gomera en el Parlamento. La composición del Gobierno Torres comenzó el 18 de julio de 2019.
El gobierno estuvo formado por 10 consejerías en total y 1 vicepresidencia.

## Composición
| Partido político                                                                                |                                                    | PSOE de Canarias                                    |
| Partido político                                                                                | Nueva Canarias                                     |                                                     |
| Partido político                                                                                | Podemos                                            |                                                     |
| Partido político                                                                                | Agrupación Socialista Gomera                       |                                                     |
| Partido político                                                                                | Independiente                                      |                                                     |
| Cargo                                                                                           | Nombre                                             | Nombre                                              |
| Presidente del Gobierno                                                                         |                                                    | Ángel Victor Torres Pérez                           |
| Vicepresidente                                                                                  |                                                    | Román Rodríguez Rodríguez                           |
| Consejero de Hacienda, Presupuestos y Asuntos Europeos                                          |                                                    | Román Rodríguez Rodríguez                           |
| Secretario del Consejo de Gobierno                                                              |                                                    | Julio Manuel Pérez Hernández                        |
| Consejero de Administraciones Públicas, Justicia y Seguridad                                    |                                                    | Julio Manuel Pérez Hernández                        |
| Consejera de Derechos Sociales, Igualdad, Diversidad y Juventud                                 |                                                    | Noemí Santana Perera (Hasta el 16/06/2023)          |
| Consejero de Sanidad                                                                            |                                                    | María Teresa Cruz Oval (Hasta el 25/03/2020)        |
| Consejero de Sanidad                                                                            | Julio Manuel Pérez Hernández (Interino)            |                                                     |
| Consejero de Sanidad                                                                            | Blas Gabriel Trujillo Oramas (Desde el 15/06/2020) |                                                     |
| Consejera de Educación, Universidades, Cultura y Deportes                                       |                                                    | María José Guerra Palmero (Hasta el 25/05/2020)     |
| Consejera de Educación, Universidades, Cultura y Deportes                                       | Jose Antonio Valbuena Alonso (Interino)            |                                                     |
| Consejera de Educación, Universidades, Cultura y Deportes                                       | Manuela de Armas Rodríguez (Desde el 19/06/2020)   |                                                     |
| Consejera de Economía, Conocimiento y Empleo                                                    |                                                    | Carolina Darias San Sebastián (Hasta el 12/01/2020) |
| Consejera de Economía, Conocimiento y Empleo                                                    | Elena Máñez Rodríguez(Desde el 21/01/2020)         |                                                     |
| Consejera de Agricultura, Ganadería y Pesca                                                     |                                                    | Alicia Vanoostende Simili (Hasta el 15/06/2023)     |
| Consejera de Turismo, Industria y Comercio                                                      |                                                    | Yaiza Castilla Herrera                              |
| Consejero de Obras Públicas, Transportes y Vivienda                                             |                                                    | Sebastián Franquis Vera                             |
| Consejero de Transición Ecológica, Lucha contra el Cambio Climático y Planificación Territorial |                                                    | José Antonio Valbuena Alonso                        |